# Pohrana predmeta kulturne baštine
Pohrana predmeta kulturne baštine je obično u nadležnosti institucija ili pojedinaca posvećenih čuvanju kulturne baštine. Primjerena pohrana ovih predmeta pomaže u što dužem očuvanju istih. Stoga osoblje ovih institucija mora koristiti najbolje postupke i spoznaje kako bi što više produžilo opstojnost ovih predmeta.

## Prostorije za pohranu
Prije svega kod planiranja ovih prostora treba voditi računa o dostupnim resursima, potrebama specifičnih zbirki, načina na koji će iste biti korištene, kao i uvažavanja potreba budućih akvizicija. Dostupnost pohranjenih objekata kao i potreba za pristupom istima utjecat će na tip prostora. Ako je samo malen dio zbirke redovno izložen onda treba razmisliti i o posebnom lakše dostupnom prostoru za ove predmete.

## Kontrola okolišnih uvjeta
Sustav za kontrolu klime u prostoru za pohranu zbirki uključuje kontrolu temperature, relativne vlage, te sustave za uklanjanje štetnih tvari iz zraka (prašina, kemikalije, mikro organizmi). Osnovna ideja iza ovog je ostvarivanje što ujednačenijih uvjeta, kako bi se izbjeglo nepotrebna naprezanja i oštećenja čuvanog materijala.

### Temperatura
U principu što niža temperatura u prostoru čuvaonice to su manje šanse za nastanak oštećenja na predmetima, primjerice kod previsoke temperature može doći do oštećenja predmeta izrađenih od voska ili sličnih materijala. Standardna vrijednost za prostor bila bi 21 °C. Neke delikatnije materijale poput krzna, papira i tekstila bolje je čuvati na temperaturi od oko 5-10 °C.

### Relativna vlaga
Standardna bi vrijednost bila oko 50% +/-5%. Kao i kod temperature i ovdje nagle oscilacije mogu dovesti do oštećenja Posebno su na ove promjene osjetljivi higroskopni materijali poput drveta, tekstila i kosti. Rast plijesni može se očekivati tek kod vrijednosti većih od 70%, u tom slučaju češća je i pojava štetnika poput insekata. Kod vrijednosti manje od 35% dolazi do pojava poput povišene lomljivsti papira, ili adheziva, kao i pucanja i izobličenja kod drveta i slonovače.

### Svijetlo
Oštećenja izazvana vidljivim i UV svijetlom kumulativna su i ireverzibilna, stoga je u čuvaonicama najbolje imati što manje izvora svijetla poput prozora, dok električna rasvjeta treba obavezno biti segmentirana. LED ili rasvjetna tijela s UV-filterom treba preferirati, pošto štede energiju i manje zagrijavaju prostor .

## Namještaj u prostorima za pohranu predmeta
Najbolje je da je ovaj namještaj tj. police, ormari i klizni panoi budu od elektrostatski pomoću praha lakiranog metala, drvo treba izbjegavati.

### Klizni regali
Klizni regali obično se koriste za pohranu uokvirenih umjetničkih djela, gdje su djela obješena na žičanoj konstrukciji spojenoj na nosivi okvir, učvršćen vodilicama na podu i stropu, što sprečava da se stalci ne ljuljaju. Ova vrsta sustava omogućuje velike varijacije, budući da se udaljenost između regala može prilagoditi tako da se prihvate veliki ili mali okviri, a mogu se organizirati radovi kako bi se iskoristilo najviše prostora, zadržavajući ih u uspravnom položaju kako ne bi došlo do oštećenja. Ove vrste sustava kliznih nosača mogu biti i zatvorena jedinica, gdje kraj svakog regala ima ploču s brtvom i zatvorenim zidovima na oba kraja, ili svaki pojedinačni stalak može biti samostalni prostor. To se obično koristi za tekstil ili za vidljive sustave pohrane, gdje su predmeti zatvoreni u prozirnom okviru. Mobilni regali mogu se koristiti i za vješanje tekstila, pri čemu se tekstil može prevući preko šipke ili biti potpomognut kukama pričvršćenim na okvire. Stalak se također može montirati na zidove skladišnih prostora, pri čemu se koristi obodni prostor skladišnog prostora, koji je najsigurniji za uokvirene predmete koji se ne bi trebali često pomicati, poput uokvirenih slika slikanih pastelom.

### Police i ormari
Otvoreni čelični regali su ekonomični i lako se prilagođavaju objektima različitih veličina. Dublje police često se koriste za veće predmete, dok se manji predmeti obično pohranjuju na užim policama kako bi se izbjegla prenatrpanost i potencijalna oštećenja prilikom preuzimanja predmeta sa stražnje strane police. Police se mogu po visini stropa prilagoditi visini stropa, ali je sigurnije da predmeti i oni koji rade s njima drže police na lako dostupnom mjestu. Ako se koriste otvoreni regali, predlaže se da se predmeti stave u kutije ili na drugi način pokriju radi zaštite predmeta od prašine i drugih čimbenika okoliša. Metalni regali skloni su vibracijama, tako da ako predmeti nisu zasebno smješteni u kutije ili su na drugi način stabilizirani, preporučuje se da police budu obložene zaštitnim podlogom. Također je potrebno ormare stabilizirati pričvršćivanjem za pod ili zidove, a police da imaju držače, kako bi se izbjeglo prevrtanje, posebno u područjima podložnim potresima.
Ormarići su obično svestrani i lako se mogu koristiti za smještaj raznih predmeta s podesivim policama i ladicama i imaju mogućnost zatvaranja predmeta kako bi se izbjegla oštećenja od prašine i svjetlosti, čak i ako predmeti nisu u kutijama ili na drugi način zaštićeni.

### Ladice
Ladice mogu biti otvorene ili zatvorene, a mogu se nalaziti unutar ormara ili stajati kao zasebna jedinica. Otvoreni sustavi ladica ostavljaju prostor između ladica i često su podesljivi za smještaj predmeta različitih visina postavljanjem ladica u željene držače ili potpuno neiskorištenim ladicama. Zatvoreni sustavi ladica nude veću zaštitu od prašine i svjetlosti od otvorenih sustava ladica, a ladice su obično kraće za smještaj malih predmeta, tekstila i dvodimenzionalnih predmeta. Razdjelnici se mogu ugraditi u plitke ladice kako bi se stvorili pojedinačni odjeljci za male predmete poput novčića, ili se na isti način mogu koristiti mali pojedinačni okviri, što omogućava uklanjanje cijele kutije, te manje rukovanja s predmetom. 

### Tekstil namotan na kartonsku cijev
Role su preferirani način spremanja predmeta od tekstila jer pomažu u izbjegavanju nabora ili istezanja. Metoda obično uključuje omatanje tekstila oko kartonske cijevi koja je prekrivena beskiselinskim papirom ili nekom drugom barijerom, a zatim se preko tekstila omota plastična folija, a krajevi su lagano vezani kako bi se zaštitili od prašine. Na rolu namotan tekstil može se postaviti na policu, što pak sprečava da se tekstil ošteti pritiskom.

## Arhivski materijali za pohranu
Arhivski materijali za pohranu koriste se u svrhu zaštite predmeta od prašine, svijetla i vibracija, koji bi potencijalno mogli naštetiti pohranjenim predmetima, u slučaju da nisu već zaštićeni na neki drugi način. Uobičajeni u uredima korišteni materijali ne udovoljavanju arhivskom standardu kvalitete materijala, pa ih institucije koje pohranjuju predmete kulturne baštine u principu ne bi trebale koristiti, jer nema jamstva da neće naštetiti čuvanom materijalu.

### Arhivske kutije
Kutije dodaju dodatni sloj mikroklimatske izolacije te olakšavaju izmiještanje predmeta. Mogu biti od puferiranog ili nepuferiranog beskiselinskog kartona,  a mogu biti i od polietilena ili polipropilena.

### Arhivski papir
Sve stvari od papira s vremenom postaju sve kiselije, tako da čak i proizvodi od papira arhivske kvalitete moraju svakih nekoliko godina biti zamijenjeni. Arhivski beskiselinski papir može biti puferiran ili nepuferiran. Nepuferirani se arhivski papir koristi za pohranu papira, tekstila i drugih objekata. Puferirani je arhivski papir alkalan jer je natopljen kalcijevim karbonatom, te se koristi za pohranu papirnatih predmeta. Papir s puferom upija kiselinu koju pohranjeni papir izlučuje, te sprečava zakiseljavanje na duži vremenski rok.

### Arhivska plastika
Najčešće plastika sadrži klorirane spojeve i plastifikatore koji mogu migrirati i naštetiti predmetima. Polietilen i poliester smatraju se arhivskom plastikom jer ne otpuštaju štetne kemikalije, ali mogu stvarati statički elektricitet u niskim razinama RH, pa ih treba izbjegavati oko lomljivih predmeta. 
Poliesterski film ili Mylar dobar je alat za očuvanje papira i može djelovati kao barijera. 
Tyvek je tekstilni materijal koji je izrađen od polietilena visoke gustoće i djeluje kao alternativa staklenom papiru, ali njegova kvaliteta da je poput tkanine također omogućuje prevlačenje preko predmeta i korištenje na brojne načine gdje proizvodi od papira nisu idealni. 
Polipropilenske ili polietilenske vrećice isporučuju se u više veličina, s ili bez zatvarača, a često se koriste za male predmete, ali mogu zadržati vlagu i uzrokovati plijesan ako su zatvorene. 

### Arhivske tkanine
Tkanine se upotrebljavaju za omotavanje ili oblaganje predmeta, ili u obliku traka za pričvršćivanje omota ili naljepnica za predmete. Arhivske tkanine obično se peru prije upotrebe za uklanjanje kemikalija veličine i omekšavanje materijala, te se nikada ne boje.
Pamučne tkanine se često koriste, obično u obliku trake i niti, koje omogućuju jednostavan način da se omotaju, osiguraju predmete unutar kontejnera i vežu oznnake s podacima o registraciji predmeta. 
Neobrađeni muslin često se koristi za omatanje skulptura i tekstila.
Poliesterska vate se često koristi za podstavu predmeta, posebno tekstila, koji često zahtijeva podstavu između nabora kako bi se spriječilo gužvanje.

### Arhivske pjene
Poliuretanske pjene otpuštaju štetne pare i lako su zapaljive, pa se obično izbjegavaju u skladišnim prostorima. 
Polietilenska mikropjena, uobičajeno nazvana Ethafoam, inertna je pjena koja je korisna za oblaganje ladica i polica. Komercijalno je dostupna u brojnim veličinama i može se lako izrezati i oblikovati u skladu s potrebama korisnika.

### Prostor za pohranu otvoren za razgledavanje
Mnogi muzeji počinju se odlučivati za otvorene skladišne prostore koji posjetiteljima omogućuju da vide više zbirki i zakulisne aktivnosti muzeja ili galerije. Iako je ova praksa postala popularna zbog posjetitelja i transparentnosti rada institucija, praksa omogućuje povećanu izloženost svjetlu, veću razinu prašine i druge ekološke probleme koji bi mogli biti potencijalno štetni za čuvane objekte.